# Carl Hesberg
Carl Hesberg (* 30. Dezember 1898 in Hamburg; † 29. Juni 1977 in Köln) war ein deutscher Politiker der CDU.

## Leben und Beruf
Nach dem Abitur nahm Hesberg, der evangelischen Glaubens war, von 1916 bis 1918 am Ersten Weltkrieg teil. Anschließend studierte er Staatswissenschaften in Hamburg und Jena und wurde zum Dr. rer. pol. promoviert. Von 1923 bis 1926 war er in der Industrie und seit 1926 in Köln als Geschäftsführer verschiedener Verbände und Unternehmen der privaten Wohnungs- und Grundstückswirtschaft tätig. Unterbrochen wurde diese Tätigkeit lediglich durch die Teilnahme am Zweiten Weltkrieg.
Von 1948 bis 1953 war Hesberg als Sachverständiger für den Grundbesitz ehrenamtliches Mitglied des Spruchsenats für Soforthilfe. Von 1952 bis 1954 gehörte er dem Sachverständigenrat beim Bundesausgleichsamt an. In den 1950er Jahren war er zudem Mitglied des Schätzungsausschusses beim Bundesministerium der Finanzen.
Carl Hesberg verlobte sich mit Ilse Helene Wullschleger und heiratete sie 1927. Sie hatten vier Kinder.

## Partei
Hesberg war Mitglied der CDU. Er war in den 1950er Jahren Bezirksvorsitzender der CDU im Regierungsbezirk Köln sowie Mitglied des Wirtschafts- und des Mittelstandsausschusses der CDU im Rheinland. Von 1956 bis 1961 war er Ortsvorsitzender der CDU in Köln-Brück.

## Abgeordneter
Hesberg gehörte dem Deutschen Bundestag von 1953 bis 1969 an. Bei den Bundestagswahlen 1953 und 1957 zog er über die Landesliste der CDU Nordrhein-Westfalen ins Parlament ein. 1961 und 1965 gewann er den Wahlkreis Köln II direkt. Von 1957 bis 1969 war er Vorsitzender des Bundestagsausschusses für Kommunalpolitik, Raumordnung, Städtebau und Wohnungswesen. Er gilt als Mitinitiator des sozialen Wohngeldes.

## Veröffentlichungen
- Erstes Bundesmietengesetz
- Wohnungsbau und Familienheim
- Abbau der Wohnraumbewirtschaftung. In: Deutsche Wohnungswirtschaft 1962, 290
- An der Schwelle zur sozialen Marktwirtschaft. In: Blätter zur Grundstücks-, Bau- und Wohnungswirtschaft 1963, 257
- Soziales Miet- und Wohnrecht. In: Deutsche Wohnungswirtschaft 1963, 198